# AAUSAT3
AAUSAT3 er den tredje satellit, der er fremstillet og kontrolleret af studerende på Aalborg Universitet. Den blev sendt op fra Satish Dhawan Rumcenter i Indien den 25. februar 2013, med en PSLV-raket. AUUSAT3 har to AIS-sendere som den vigtigste indmad.
AAUSAT3 er fremstillet udelukkende af studerende, og foregår som en del af deres elektronikingeniør-uddannelse. Satellitten måler bare 10 x 10 x 10 cm, og vejer 800 gram.